# Heteroniem
Een heteroniem is een vorm van een pseudoniem waarbij een auteur een fictieve schrijverspersoonlijkheid creëert, soms als afsplitsing van zichzelf. Sommige schrijvers creëerden meerdere heteroniemen en voorzagen die van een eigen stijl en zelfs botsende standpunten. In enkele gevallen gingen de heteroniemen met elkaar in polemiek.
Het verschil tussen pseudoniem en heteroniem wordt wel zo samengevat: een pseudoniem is een andere naam voor het eigen ik; een heteroniem is een eigen naam voor een ander ik.
Van Dale omschrijft het heteroniem echter als een synoniem dat alleen in gevoelswaarde afwijkt. 

## Voorbeelden
- Marek van der Jagt is een heteroniem van Arnon Grunberg.
- Ricardo Reis, Álvaro de Campos, Bernardo Soares en Alberto Caeiro zijn heteroniemen van Fernando Pessoa.
- Stella Napels is een heteroniem van Victor Vroomkoning.
- Victor Eremita, Johannes de Silentio, Vigilius Haufniensis, Johannes Climacus en Anti-Climacus vormen een greep uit de heteroniemen van Søren Kierkegaard.